# Église Saint-Loup de Boudes
Pour les articles homonymes, voir Église Saint-Loup.
L'église Saint-Loup est une église catholique située à Boudes, en France.

## Localisation
L'église est située dans le département français du Puy-de-Dôme, sur la commune de Boudes.

## Historique
L'édifice est classé au titre des monuments historiques le 4 octobre 1988.